# Bruchsal járás
Bruchsal járás egy járás Baden-Württembergben.  Lakosainak száma 42 427 fő (2014. január 2.).
1973. január 1-jén  megszűnt a járás.

## Népesség
A járás népessége az elmúlt években az alábbi módon változott:

| 2014 | 42 427 |